# Діпроруда
«Гіпроруда» (рос. «Гипроруда») — проектний інститут, заснований у 1931 році в Ленінграді (нині Санкт-Петербург). Мав філії в Харкові і Єкатеринбурзі.
У 1933 році до складу «Діпроруди» увійшов інститут «Діпронемет». На «Діпроруду» було покладено завдання проектування гірничодобувних підприємств на базі родовищ різних корисних копалин, розробки теоретичних і практичних методів проектних робіт — технології проектування, включаючи розробку норм і правил проектування, а також принципів визначення техніко-економічних показників підприємств, що проектуються.
У 1931-1940 pp. за проектами «Діпроруди» побудовано нові і реконструйовано 93 діючих гірничих підприємства, включаючи:
- 53 рудники для чорної металургії (22 по залізняку і 31 по нерудній і вогнетривкій сировині);
- 7 рудників по кольорових металах;
- 8 підприємств гірничо-хімічної промисловості;
- в галузі будівельних матеріалів 20 підприємств — азбестові, слюдяні, графітові і гіпсові рудники.

За проектами «Діпроруди» побудовані найбільші гірничо-збагачувальні комбінати: Ковдорський, Оленегорський, Коршунівський, Соколовсько-Сарбайський, Качарський, Азербайджанський, Костомукшський і інші залізорудні підприємства.
У Заполяр'ї, на Кольському п-ові спроектовано гірничо-збагачувальний комплекс у складі 6 рудників, збагачувальних фабрик ВО «Апатит» з річною продуктивністю 50 млн т апатитової руди для отримання 18 млн т апатитового концентрату.
За проектами «Діпроруди» були побудовані два рудники фосфоритного комбінату Кара-Тау і Березниківський калійний рудник об'єднання «Уралкалій». З найбільших об'єктів кольорової металургії — Кургашинканський, Кальмакирський і Миколаївський рудники. За проектами інституту побудовані Джетигарінський і Киємбаєвський азбестові комбінати, здійснено розширення і реконструкцію Уральського азбестового комбінату, відновлення і реконструкцію Новомоськовського гіпсового рудника.
За проектами інституту побудовано залізорудні і флюсові рудники в Індії, КНР, Ірані, КНДР, Болгарії, Польщі, Югославії і інш.
За сім десятиріч існування інституту за його проектами побудовано і реконструйовано близько 200 гірничих підприємств з підземним і відкритим способами розробки.
У 1992 році інститут «Діпроруда» був перетворений в акціонерне товариство. У короткий період інститут переоснащено комп'ютерною технікою, освоєні нові технології проектування. Основні замовники «Діпроруди»: ВАТ «Ковдорський ГЗК», ВАТ «Карельський окатиш», ВАТ «Апатит», ВАТ «Коршунівський ГЗК», ВАТ «Ілецьксіль» і ін., а також інститут проектує об'єкти, що будуються (ГЗК на базі Архангельського родовища алмазів, Савінський магнезитовий рудник в Іркутській області, Джусинський поліметалічний рудник в Оренбурзькій обл. і ін.).